# エロス (小惑星)
エロス（433 Eros）は、地球近傍小惑星 (NEAs) の一つ。1898年8月13日にドイツのウラニア天文台の所長カール・グスタフ・ヴィットによって写真観測により発見され（同日にオーギュスト・シャルロワも発見していたが発表が遅れた）、ギリシア神話の恋心と愛の神、エロースにちなんで命名された。これは、小惑星に初めて男性名が命名されたケースである。
エロスは初めて発見された地球近傍小惑星でもあり、アモール群に属する。太陽からの平均距離は1.46天文単位（およそ2億1900万km。火星の軌道の内側）で、地球へ最大2300万kmまで接近する。なお、地球近傍小惑星の中で2番目に大きい（最大の小惑星は (1036) ガニメド）。
2012年1月31日には地球まで0.18天文単位まで接近した。地球への接近は35年ぶりで、次の接近は2056年。

## 近接探査
1975年、ゴールドストーン電波望遠鏡によりエロスのレーダー観測が小惑星としては初めて行われ、形状が推定された。
1996年に打ち上げられた無人探査機「NEAR」は2000年2月15日にエロスの周回軌道に入り、おびただしいデータを送ってきた。以前から、エロスが変光する事が知られていたので、その形は細長く、しかも自転しているものと推定されてきたが、撮影された写真から、エロスはピーナッツ形をしていることが分かった。そして2001年2月12日（アメリカ時間）、探査機はエロスへの軟着陸を果たし、2週間にわたってデータを送信し続けた。ミッション終了後、NEARは「NEARシューメーカー」と改称された。

## 地形
エロスの10kmに渡って窪んでいる部分は発見当時"Saddle"（鞍）とあだ名が付けられ、後にギリシア神話の慕情の神の名を取りヒメロス (Himeros) と命名された。ヒメロスはエロスで最大のクレーターである。NEARシューメーカーが着陸したシューメーカー･クレーターはヒメロスの端の方にある。エロスで2番目に大きいクレーター、プシュケ (Psyche) はヒメロスの反対側にあり、直径は4.8Kmある。
エロスのクレーターには、恋愛に関係の深い神話や伝説、文学作品などに由来する名がつけられた。日本からは源氏物語の"Genji"（源氏）と"Fujitsubo"（藤壺）の名がクレーターに付けられている。

## 物理的性質

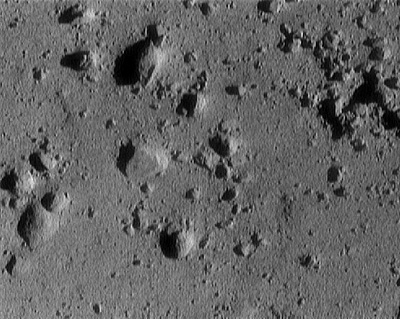
NEARシューメーカーが着陸直前に撮影したエロスの地表。レゴリスに覆われていることが分かる。表示されている範囲は約12.0 m

エロスは細長い形状のため、地点によって重力や温度が大きく変わる。また、小物体が衝突すると衝撃で星全体が揺さぶられて表面のレゴリスが崩れるため、エロスには小クレーターが1km2あたり平均40個ほどしかない。
なお、NEARシューメーカーに搭載されたX線-ガンマ線分光器 (XGRS) による分析から、エロスはカンラン石や輝石など鉄を含む珪酸塩で構成された普通コンドライトで出来ていると見られている。

## NEARシューメーカーの調査と着陸
NEARシューメーカー探査機は、1998年に短時間のフライバイを行い、2000年には軌道を周回し、その表面を広範囲に撮影した後、2度にわたってエロスに接近した。2001年2月12日、ミッションの最後に、マニューバジェットを使用して小惑星の表面に着陸に成功した。
地球近傍小惑星に初めて探査機によって接近したのはこれが初めてであった。

1996年2月19日から2001年2月12日までのNEARシューメーカーの軌跡のアニメーション。  -       NEAR Shoemaker
2000年4月1日から2001年2月12日までのNEARシューメーカーによる433エロス付近の軌道のアニメーション。 NEAR Shoemaker· 433 Eros
  -       Eros
  -       Earth
  -       Mathilde
  -       Sun
.
- 2000年4月1日から2001年2月12日までのNEARシューメーカーによる433エロス付近の軌道のアニメーション。
       NEAR Shoemaker ·       433 Eros

## エロスが登場する作品
小説とテレビのシリーズ「エクスパンス -巨獣めざめる-」では、エロスを貫くトンネル内に住む民間人に、謎の物質プロト分子による壊滅的な科学実験が解き放たれた。「エロス事件」では、小惑星が通常の軌道を外れ金星に衝突した。
オースン・スコット・カードの小説エンダーのゲームと映画に登場し、エロスは人類の拠点となった。

## ギャラリー

エロスの回転のアニメーション
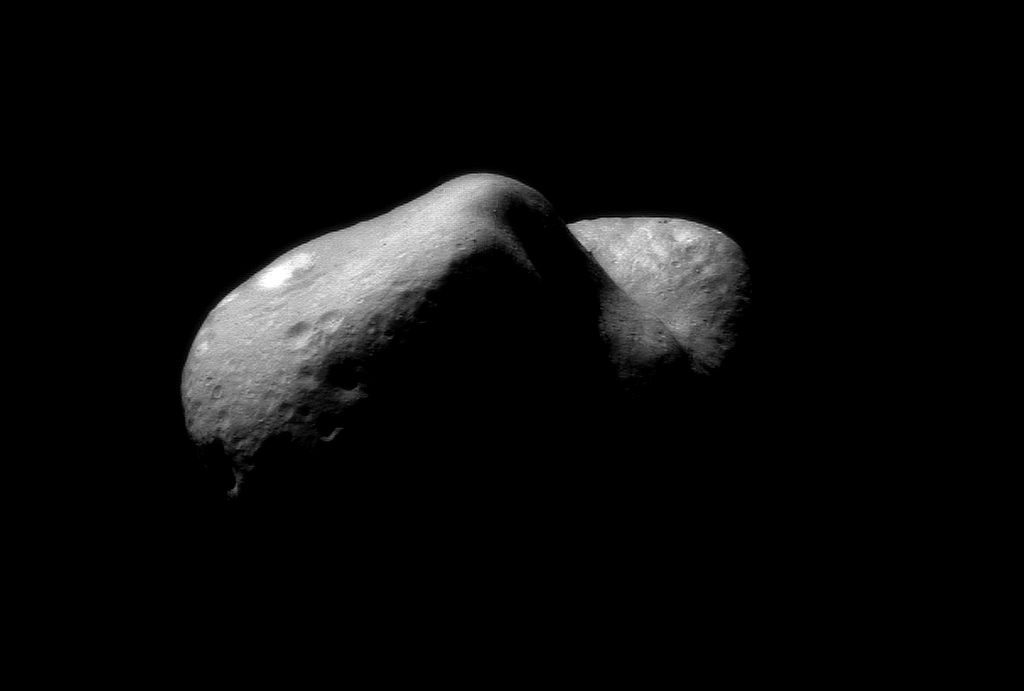
エロスの一方の端から反対側の端に向かって側面のガウジ（gouge）の画像
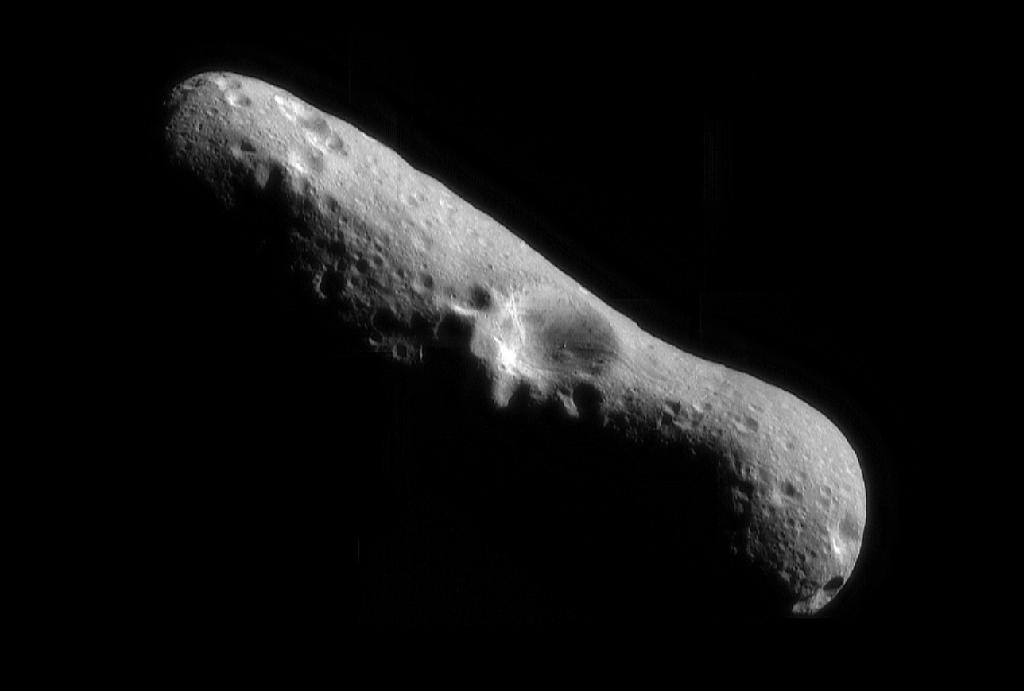
軌道を周回する宇宙船から撮影されたエロスの最初のモザイク画像
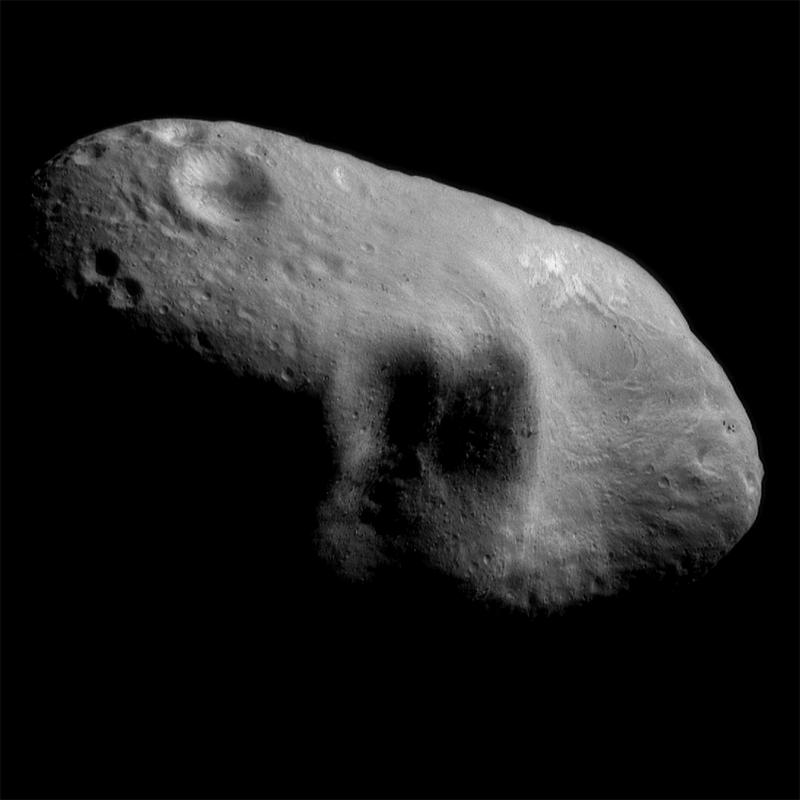
エロスのモザイク画像
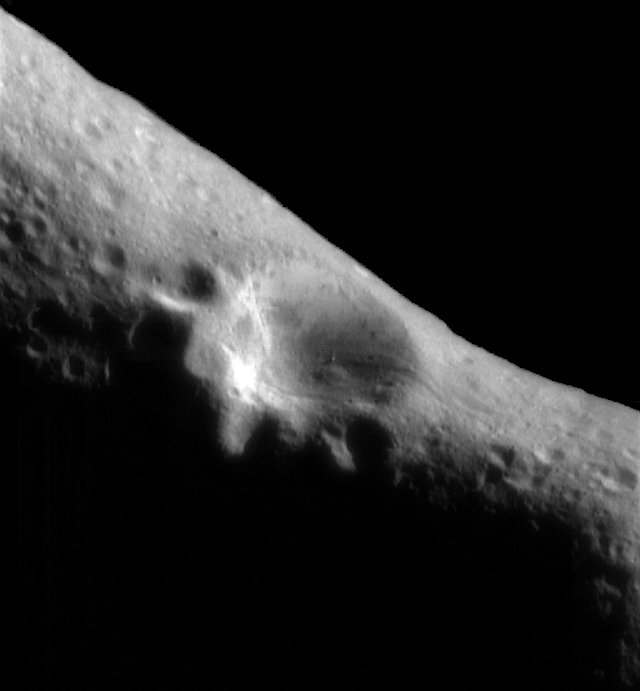
4.8 km (3.0 mi) のプシュケ(Psyche) クレーター
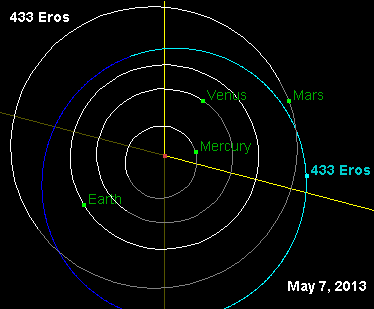
エロスの軌道図と位置関係（2013年5月7日）
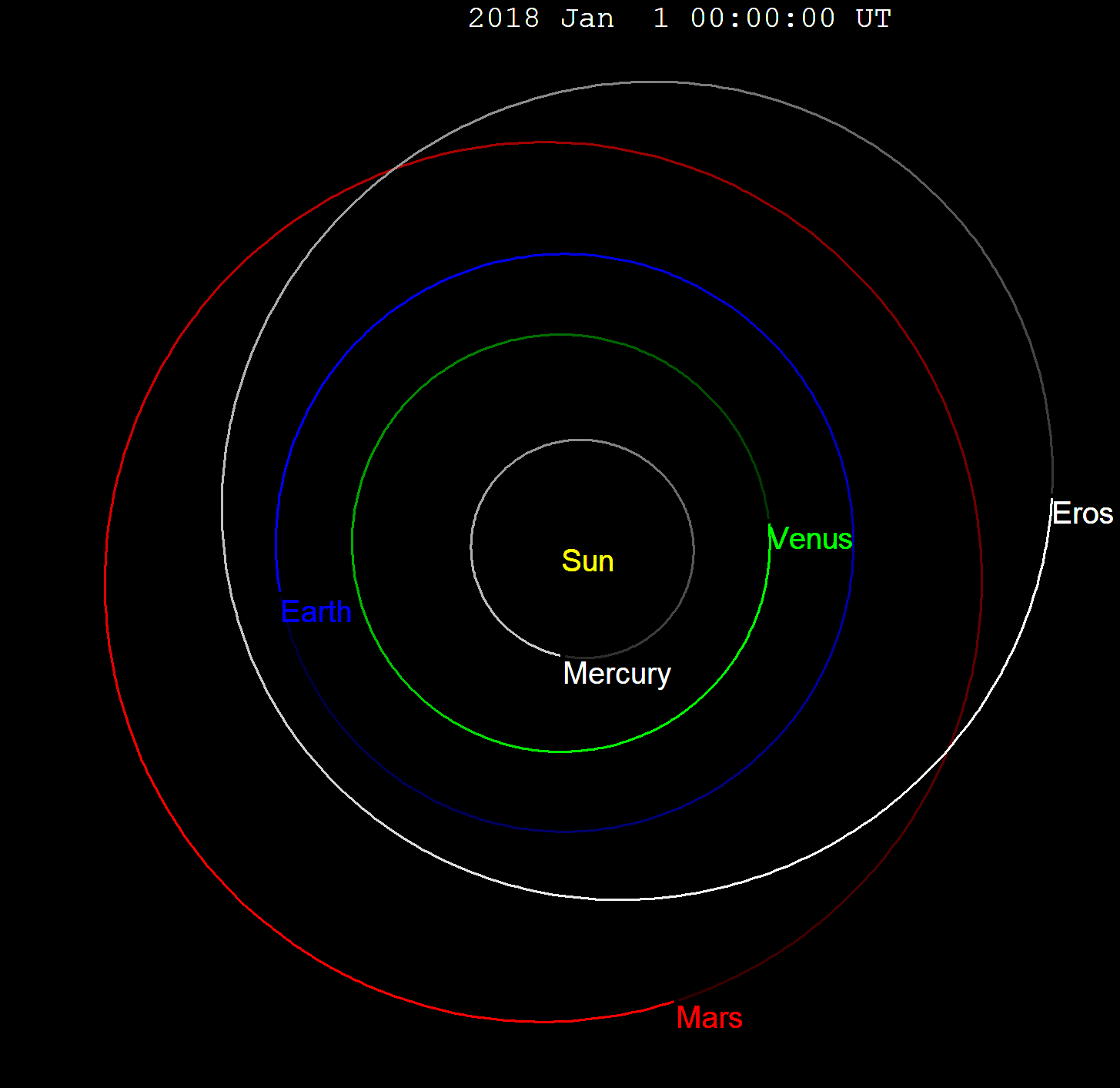
エロスの軌道図（2018年1月1日）
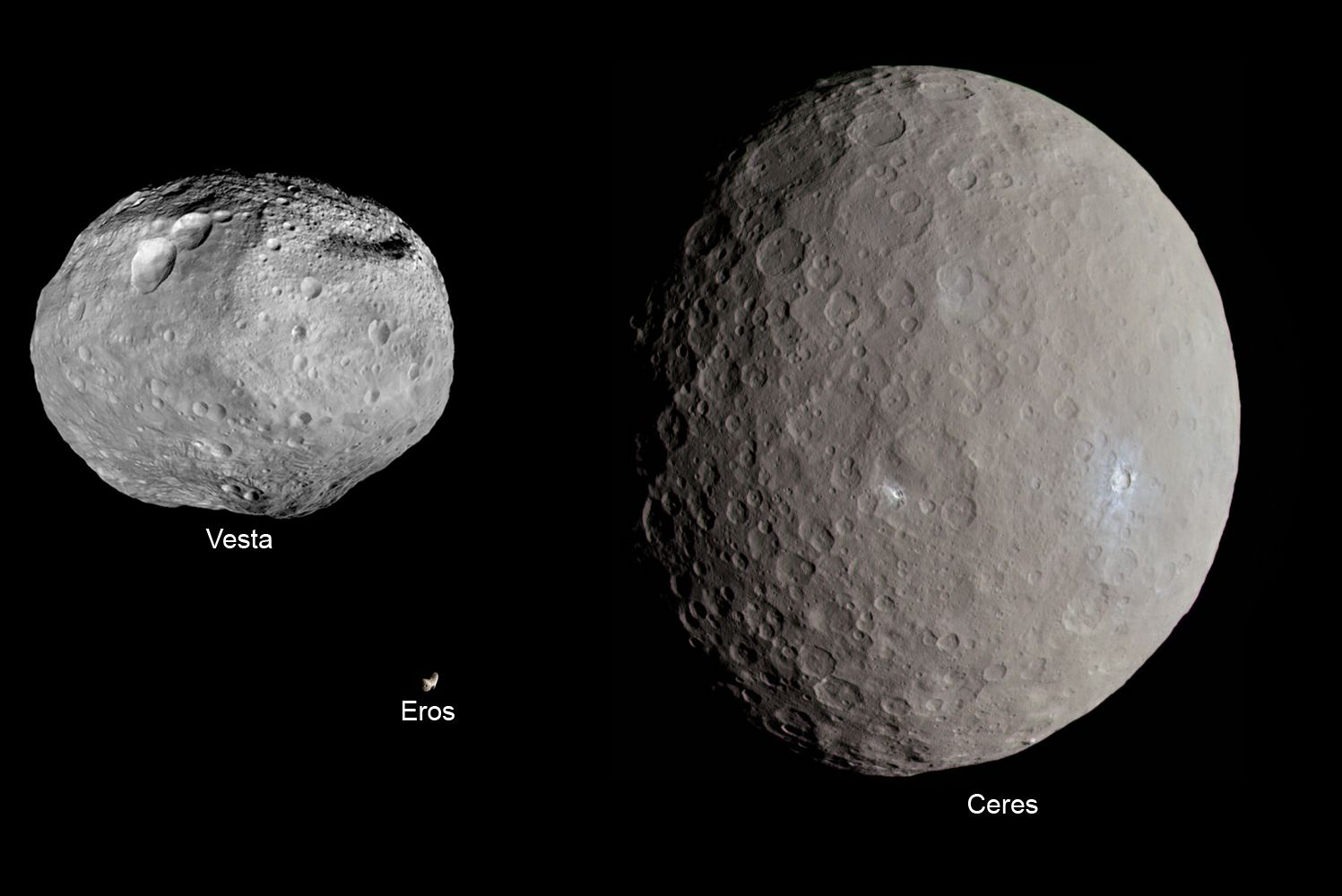
ベスタ、エロス、ケレスの大きさの比較
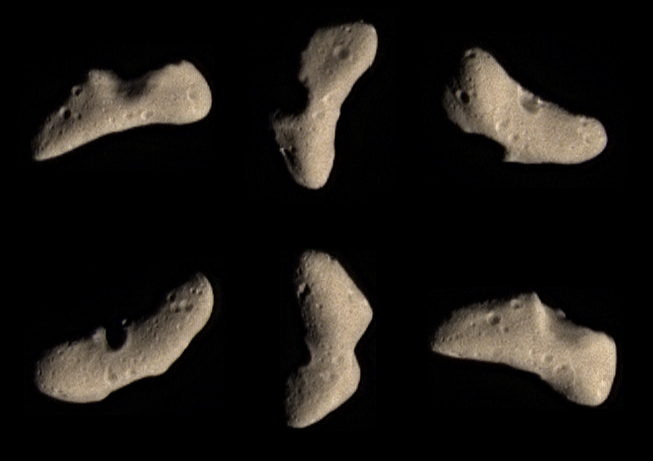
NEARシューメーカーから撮影された、ほぼ自然な色合いのエロスの6種類の画像（2000年2月）
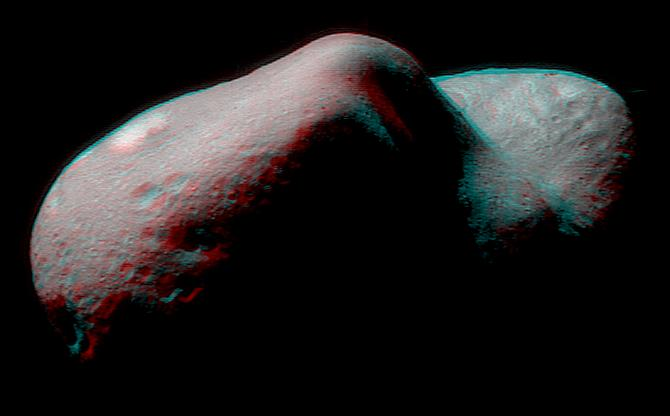
エロスのステレオ画像